# Габор Погань
Га́бор Пога́нь (угор. Pogány Gábor; нар. 28 жовтня 1915, Будапешт, Австро-Угорщина (зараз — Угорщина) — пом. 30 жовтня 1999, Рим, Італія) — італійський кінооператор угорського походження.

## Біографія
Габор Погань народився 28 жовтня 1915 року в Будапешті, Австро-Угорщина (зараз Угорщина). Здобувши освіту у Великій Британії, емігрував до Італії де провів більшу частину своєї кінокар'єри. Працював над створенням більше ста фільмів, переважно італійського виробництва, а також брав участь у деяких міжнародних постановках.
Уже в перших самостійних операторських роботах в Італії — фільмах «Кармела» (1942) та «Калафурія» (1943), Габор Погань показав себе як майстер світлотіні. Високий рівень операторської роботи у фільмахи «Наші часи» (1954) та «Ніч над Європою» (1959) висунули Поганя до числа найкращих операторів італійського кіно. Майстерність Габора Поганя особливо виразно проявилася у фільму Вітторіо де Сіки «Чочара» як при створенні психологічних портретів головних дійових осіб, так і при зйомках масових сцен.
Протягом свої операторської кар'єри Габор Погані, окрім Вітторіо де Сіки, співпрацював також з такими відомими режисерами, як Луїджі Дзампа, Ріккардо Фреда, Алессандро Блазетті, Лукіно Вісконті, Роберто Росселліні, Альберто Латтуада, Карло Лідзані та ін. У 1960 році Погані був відзначений премією «Срібна стрічка» Італійського національного синдикату кіножурналістів як найкращий оператор фільму Алессандро Блазетті «Ніч над Європою».
Син Габора Погані Крістано (1947—1999) також був кіноператором.

## Фільмографія (вибіркова)
- 1941 : Визнання / Confessione
- 1941 : Стоянка заборонена / Divieto di sosta
- 1942 : Графиня ді Кастільйоне / La contessa Castiglione
- 1942 : Документ Z-3 / Documento Z-3
- 1942 : Кармела / Carmela
- 1943 : Веселка / Arcobaleno
- 1943 : Калафурія / Calafuria
- 1944 : Аеропорт / Aeroporto
- 1944 : Воскресіння / Resurrezione
- 1947 : Женев'єва Брабантська / Genoveffa di Brabante
- 1947 : Прощавай, мій прекрасний Неаполь! / Addio, mia bella Napoli!
- 1948 : Ассунта Спіна / Assunta Spina
- 1950 : Жінки без імені / Donne senza nome
- 1951 : Заборонений Христос / Il Cristo proibito
- 1952 : Інші часи / Altri tempi — Zibaldone n. 1
- 1953 : Голос тиші / La voce del silenzio
- 1953 : Ми — жінки / Siamo donne
- 1953 : Одна з тих / Una di quelle
- 1953 : Спартак / Spartaco
- 1954 : Донька Маті Харі / La figlia di Mata Hari
- 1954 : Безумство / Delirio
- 1954 : Вавилонська блудниця / La cortigiana di Babilonia
- 1954 : Жанна Д'Арк на вогнищі / Giovanna d'Arco al rogo
- 1954 : Наші часи / Tempi nostri — Zibaldone n. 2
- 1955 : Друзі на все життя / Amici per la pelle
- 1956 : Беатріче Ченчі / Beatrice Cenci
- 1956 : Камілла / Camilla
- 1956 : Лондон викликає Північний полюс / Londra chiama Polo Nord
- 1957 : Засідка в Танжері / Agguato a Tangeri
- 1957 : Кемпінг / Camping
- 1957 : Тото, Вітторіо та жінка-лікар / Totò, Vittorio e la dottoressa
- 1958 : Кохання і базікання / Amore e chiacchiere (Salviamo il panorama)
- 1959 : Ніч над Європою / Europa di notte
- 1959 : Суддя / Il magistrato
- 1960 : Солодкий обман / I dolci inganni
- 1960 : Ти що мені говориш? / Tu che ne dici?
- 1960 : Чочара / La ciociara
- 1961 : Страшний суд / Il giudizio universale
- 1962 : Імперська Венера / Venere imperiale
- 1962 : Золота стріла / La freccia d'oro
- 1962 : Світ ночі 2 / Il mondo di notte numero 2
- 1964 : Інтрига / L'intrigo
- 1964 : Війна зомбі / Roma contro Roma
- 1964 : Джульєтта і Ромео / Romeo e Giulietta
- 1964 : Урсус, жах Киргизії / Ursus, il terrore dei kirghisi
- 1964 : Уся ця музика / Tutto è musica
- 1965 : Механічне піаніно / Los pianos mecánicos
- 1965 : Самба / Samba
- 1966 : Літо, пів на одинадцяту / 10:30 P.M. Summer
- 1966 : Приємні ночі / Le piacevoli notti
- 1966 : Чоловік, який міг бути убитий / A Man Could Get Killed
- 1967 : Доктор Фауст / Doctor Faustus
- 1967 : Смерть не рахує долари / La morte non conta i dollari
- 1967 : Три укуси на яблуці / Three Bites of the Apple
- 1967 : Чаклунське кохання / El amor brujo
- 1968 : Добрий вечір, місіс Кемпбелл / Buona Sera, Mrs. Campbell
- 1969 : Дволикий / A doppia faccia
- 1969 : Кидок у Монте-Карло / Monte Carlo or Bust!
- 1970 : Гніздо шершнів / Hornets' Nest
- 1970 : Мікроскопічне Рідке Метро до забуття / Microscopic Liquid Subway to Oblivion
- 1971 : Вальдес іде / Valdez Is Coming
- 1971 : Людина з крижаним поглядом / L'uomo dagli occhi di ghiaccio
- 1971 : Маддалена / Maddalena
- 1972 : Любов помирає / D'amore si muore
- 1972 : Людина з жорсткою шкірою / Un uomo dalla pelle dura
- 1972 : Пінк Флойд: Концерт в Помпеї / Pink Floyd: Live at Pompeii
- 1972 : Синя борода / Bluebeard
- 1972-73 : Мільйон / Cool Million (серіал)
- 1973 : Інше обличчя покровителя / L'altra faccia del padrino
- 1973 : Його розлучення — її розлучення / Divorce His — Divorce Hers (телевізійний)
- 1973 : Неймовірні пригоди італійців у Росії / Невероятные приключения итальянцев в России
- 1973 : Останній шанс / L'ultima chance
- 1974 : Двоюрідна сестра / La cugina
- 1974 : Настоятелька монастиря Кастро / La badessa di Castro
- 1974 : Підстав іншу щоку / Porgi l'altra guancia
- 1975 : Банк Монате / La banca di Monate
- 1975 : Брудно-сині губи / Labbra di lurido blu
- 1975 : Убивства в нічному потягу / L'ultimo treno della notte
- 1976 : Зброя 38 калібру / Quelli della calibro 386
- 1976 : Уроки віолончелі з токатами і фугами / Lezioni di violoncello con toccata e fuga
- 1977 : Антоніо Грамші: Тюремні дні / Antonio Gramsci: i giorni del carcere
- 1977 : Готель «Кляйнгофф» / Kleinhoff Hotel
- 1980 : Шерлок Холмс і Доктор Ватсон / Sherlock Holmes and Doctor Watson (серіал)
- 1983 : Чарівне зілля / Polvos mágicos
- 1988 : Суд у Берліні / Judgment in Berlin
- 1991-96 : Юнаки біля стіни / I ragazzi del muretto (серіал)

## Нагороди
| Рік                     | Категорія          | Номінант         | Результат |
| ----------------------- | ------------------ | ---------------- | --------- |
| Премія «Срібна стрічка» |                    |                  |           |
| 1960                    | Найкращий оператор | Ніч над Європою  | Перемога  |
| 1963                    | Найкращий оператор | Імперська Венера | Номінація |